# Fiumi dell'Argentina
Lista (incompleta) dei fiumi dell'Argentina

## Per bacino idrografico
I corsi d'acqua principali per bacino idrografico sono:
- Bacino del Rio de la Plata:

Río de la Plata, Paraná, Uruguay, Paraguay, Salado del Sur, Carcarañá, Iguazú
- Sistema Patagonico:

Chubut, Santa Cruz, Río Negro
- Bacino del Desaguadero:

Desaguadero, Jáchal, San Juan, Mendoza, Tunuyán, Diamante, Atuel
- Bacino delle Sierre Pampeane:

Salí, Rio Primero, Rio Segundo, Rio Quinto
- Versante del Pacifico

Futaleufú

## Lista per lunghezza, bacino e portata
Avvertenze.
- Lunghezza: per i fiumi il cui corso attraversa anche altri stati, la lunghezza del corso compreso nel territorio dell'Argentina è indicata tra parentesi.
- Bacino: è sempre quello complessivo
- Portata: portata alla foce media

| Nome                          | Lunghezza (km) | Bacino (km²)   | Portata (m³/s) | Note        |
| Paraná                        | 4880 (1630)    | 2582672        | 17300          | [ 2 ]       |
| Uruguay                       | 1779 (1170)    | 370000         | 4622           | [ 2 ] [ 3 ] |
| Rio Negro-Limay               | 1252           | 132175         | 1014           | [ 4 ]       |
| Bermejo-Teuco                 | 1450 (1400)    | 123162 (83386) | 410            |             |
| Pilcomayo                     | 2426           | 270000         | 200            |             |
| Salado del Sur (Buenos Aires) | 640            | 170000         | 88             |             |
| San Juan                      | 500            | 39906          | 56             |             |
| Mendoza                       | 400            |                | 50             |             |
| Chubut                        | 810            | 53801          | 30             |             |
| Salado del Norte              | 2150           | 160000         | 15             |             |
| Desaguadero (Rio Salado)      | 1498           | 260000         |                |             |